# Линьцзян
Линьцзя́н (кит. упр. 临江, пиньинь Línjiāng) — городской уезд городского округа Байшань провинции Гирин (КНР). Расположен на китайском берегу реки Ялуцзян, его название в переводе означает «встречая реку».

## История
С древних времён в этих местах располагались пограничные области и караулы. В 1902 году был образован уезд Линьцзян. В 1959 году он был расформирован, а на его месте был образован город Хуньцзян.
В 1985 году был образован городской округ Хуньцзян, а территория бывшего города Хуньцзян была разделена на районы Бадаоцзян, Линьцзян и Саньчацзы. В 1992 году район Линьцзян был преобразован в уезд, 28 ноября 1993 года его статус был поднят до городского уезда.

## Административное деление
Городской уезд Линьцзян делится на 6 уличных комитетов, 6 посёлков и 1 волость.

## Соседние административные единицы
Городской уезд Линьцзян граничит со следующими административными единицами:
- Район Хуньцзян (на юго-западе)
- Район Цзянъюань (на северо-западе)
- Уезд Фусун (на северо-востоке)
- Чанбай-Корейский автономный уезд (на юго-востоке)
- КНДР (на юге)